# Bricia
Bricia ist ein spanischer Ort in der Provinz Burgos der Autonomen Gemeinschaft Kastilien und León. Der Ort gehört zur Gemeinde Alfoz de Bricia. Bricia ist über die Straße N-623 zu erreichen. 

## Sehenswürdigkeiten
- Spätromanische Kirche San Julián y Santa Basilisa, erbaut im 13. Jahrhundert
- Reste eines Wehrturms